# Брюль, Карл фон
Граф Карл Фридрих Мориц Пауль фон Брюль (нем. Carl Friedrich Moritz Paul Graf von Brühl; 18 мая 1772 года, Пфортен — 9 августа 1837 года, Берлин) — прусский королевский тайный советник, генеральный директор (генеральный интендант) театров и музеев. С 1809 года был членом Sing-Akademie zu Berlin (Берлин).

## Биография
Происходит из верхнесаксонского дворянского рода. Его родители, Ганс Мориц (1746—1811; сын Генриха фон Брюля) и Тина Брюль (1756—1816), были связаны с двором в Карловых Варах. Рано проявились его наклонности к искусству и наукам; обладал баритоном, играл на валторне. Учился композиции у Карла Фридриха Христиана Фаша. Во время нескольких визитов к Веймарскому двору установил контакты с Иоганном Вольфгангом фон Гёте, Иоганном Готфридом Гердером и Кристофом Мартином Виландом.
Изучал лесное хозяйство и с 1796 года стал стажёром Прусской государственной лесной службы. С 1800 года — камергер Прусского королевского двора.
В 1813 году добровольцем участвовал в Освободительной войне в Германии. В 1814 году он был комендантом Невшателя.
В 1815 году назначен Генеральным директором королевских театров Пруссии. Безуспешно пытался пригласить Фридриха Вебера на должность главного дирижёра королевских театров в Берлине.
Противоречия с Гаспаре Спонтини и с королевским двором, привели к ухудшению здоровья. В 1828 году подал в отставку.
После отставки совершил ряд путешествий, поправил здоровье и в 1829 году был назначен Генеральным директором Королевских музеев Пруссии.

## Награды
Королевства Пруссия:
- Орден Святого Иоанна Иерусалимского (1812)[3]
- Железный крест 2-го класса на белой ленте (1817)[4]
- Орден Красного орла 3-го класса[5]
- Орден Красного орла 2-го класса с дубовыми листьями

Прочие:
- Орден Святого Владимира 4-й степени с бантом (26 октября 1815, Российская империя)[6]
- Орден Святой Анны 1-й степени (1835, Российская империя)
- Орден Людвига, командорский крест 1-го класса (великое герцогство Гессен)[7]
- Орден Людвига, большой крест (великое герцогство Гессен)[8]
- Орден Белого сокола, большой крест (великое герцогство Саксен-Веймар-Эйзенах)

## Семья
В 1803 году вступил в брак с Марией фон Ловенштерн. В 1814 году сочетался вторым браком с Дженни де Пуртале.

## Труды
- Instruction für die Regisseurs der Königlichen Schauspiele (1827) Brühl, Karl Moritz von. — [B.-Steglitz, Alsenstr. 8] : [H. Knudsen], 1935[9].